# Ipothalia metallica
Ipothalia metallica är en skalbaggsart som beskrevs av Cenek Podany 1978. Ipothalia metallica ingår i släktet Ipothalia och familjen långhorningar. Inga underarter finns listade i Catalogue of Life.